# Chiesa di San Maffio
La Chiesa e il convento di San Maffio (San Matteo evangelista) era un complesso monastico di religiose benedettine situato al margine settentrionale dell'isola Navagero di Murano, sottoposto alla giurisdizione della diocesi di Torcello. 

## Storia
Nel 1280 tre nobili vedove veneziane, Marina Malipiero, Marchesina Soranzo e Donata Vitturi, decisero di ritirarsi a vita monastica seguendo la regola di Benedetto e acquistarono un terreno della chiesa matrice di San Donato dove pare esistesse già una chiesuola dedicata all'evangelista. Ottenuta rapidamente l'autorizzazione dal vescovo torcellano Egidio Gallucci con l'obbligo del censo annuale di due ampolle di vino e di ossequio alla chiesa matrice, iniziarono la costruzione presto poterono entrare nel nuovo cenobio.
Dopo un lungo periodo di esemplare virtù religiosa i costumi del convento decaddero e la badessa Marina Celsi visti vani i suoi tentativi di riforma lo abbandonò per fondare nel 1481 il nuovo monastero intitolato ai santi Cosma e Damiano alla Giudecca.
Nel 1690 la chiesa venne rifabbricata dalla badessa Maria Adorna Valergia.
Nel 1806 furono trasferite in questo convento le monache di Sant'Antonio Abate di Torcello ma nel 1810 anche il monastero muranese venne soppresso a seguito dei decreti napoleonici.
La chiesa venne spogliata e successivamente il complesso fu demolito tra il 1830 e il 1840.

## Descrizione
Oggi soltanto la modesta facciata della chiesa trasformata in abitazioni resta a ricordare l'antico monastero nel campiello chene conserva il nome. 
Qualche informazione ci proviene dalle relazioni di alcune visite pastorali che descrivono al chiesa ad aula unica, orientata a est e impreziosita da affreschi inoltre che nel convento esistevano diverse celle per le monache e un unico dormitorio comune per le converse. Si narra altrove anche che all'interno vi fosse stata una pala di Tintoretto e che sempre il Robusti avesse dipinto la volta del presbiterio. Tuttavia già forse nella prima metà del seicento il soffitto era stato affrescato dal bresciano Domenico Bruni e successivamente le guide di Boschini e Zanetti ricordano soltanto una Fuga in Egitto di Carlo Ridolfi e il Martirio di santa Caterina che essi attribuivano a uno dei Varotari ma che, se corrispondente ad una delle opere consegnate al parroco di Maser, in un documento di accompagnamento del 1839 viene semplicemente descritto di scuola del Veronese.
Oltre a questo ci è noto che alcune delle pietre tombali di nobili sepolture sono state trasferite al seminario patriarcale, dove sono ancora.